# Amit Seru
Amit Seru (* 1974) ist ein indischer Ökonom.
Amit Seru erhielt 1996 einen Bachelor-Abschluss in Elektroingenieurwesen (Elektronik und Kommunikation) von der Universität Delhi und 1998 einen Master in Betriebswirtschaft (MBA). 2007 wurde er an der University of Michigan in Finanzwissenschaft promoviert. Im selben Jahr wurde er Assistant Professor, 2011 Associate Professor und 2013 Professor für Finanzwissenschaft an der University of Chicago (ab 2015 Denis and Karen Chookaszian Professor of Finance). 2016 wurde er Professor an der Stanford University (Graduate School of Business), an der er Steven and Roberta Denning Professor ist. Er ist Senior Fellow der Hoover Institution und des Stanford Institute for Economic Policy Research (SIEPR).
Er forscht zu Unternehmensfinanzwesen, zum Beispiel über finanzielle Vermittlung und Regulierung, Ressourcenzuweisung und interne Organisation von Firmen, organisatorische Anreize und Leistungsbewertung.
Er gehörte zu den 25 hoffnungsvollen Nachwuchsökonomen, die der International Monetary Fund 2014 auswählte. Er ist Research Associate des National Bureau of Economic Research.
Er war beziehungsweise ist Mitherausgeber des Journal of Finance, des Journal of Political Economy und vom Review of Corporate Finance Studies.